# Стенсен, Нильс
Нильс Стенсен (также называемый Николай Стенон или Николас Стено; дат. Niels Stensen, лат. Nicolaus Steno, итал. Niccolò Stenone; 11 января 1638, Копенгаген — 5 декабря 1686, Шверин) — датский анатом и геолог. Католический епископ, в 1988 году причислен Католической церковью к лику блаженных.

## Биография
С ранней молодости занялся медициной и обратил на себя внимание Т. Бартолина. Получив в 1663 году докторскую степень, он предпринимает заграничное путешествие с научной целью и посещает Нидерланды, Германию и Париж. В это время он ещё был всецело поглощён научной работой.
Затем он посещает Австрию, Венгрию, долго живёт в Падуе, где начинает интересоваться религиозными вопросами. Вскоре он получает звание первого врача тосканского великого герцога Фердинанда II, и Козимо III поручает ему воспитание своего сына.
В 1667 году он переходит в католичество и через два года после этого получает приглашение занять кафедру анатомии в Копенгагене. Однако пропаганда католических идей вызвала неудовольствие против него в его отечестве, и он был вынужден уехать в Италию. Научные занятия были окончательно им оставлены.
13 апреля 1675 года он был рукоположён в священники, 19 сентября 1677 года был хиротонисан в епископы, причём главным консекратором был кардинал Грегорио Барбариго, позднее причисленный к лику святых. Стал титулярным епископом с титулом епископа Титополиса. Служил апостольским викарием северных миссий, затем епископом-помощником в епархии Мюнстера.

## Научная деятельность
Одной из главных заслуг Стенсена являются обстоятельное выяснение роли мускулов. Он показал, что это не простой материал для заполнения пространства между органами, не осязательные органы, как ещё многие думали в конце XVII века, а необходимые органы движения. Он показал, что мускулы укорачиваются сами собой во время сокращения. Также Стенсену принадлежит честь открытия протока околоушной слюнной железы, носящего название стенонов.

### Вклад в палеонтологию и геологию

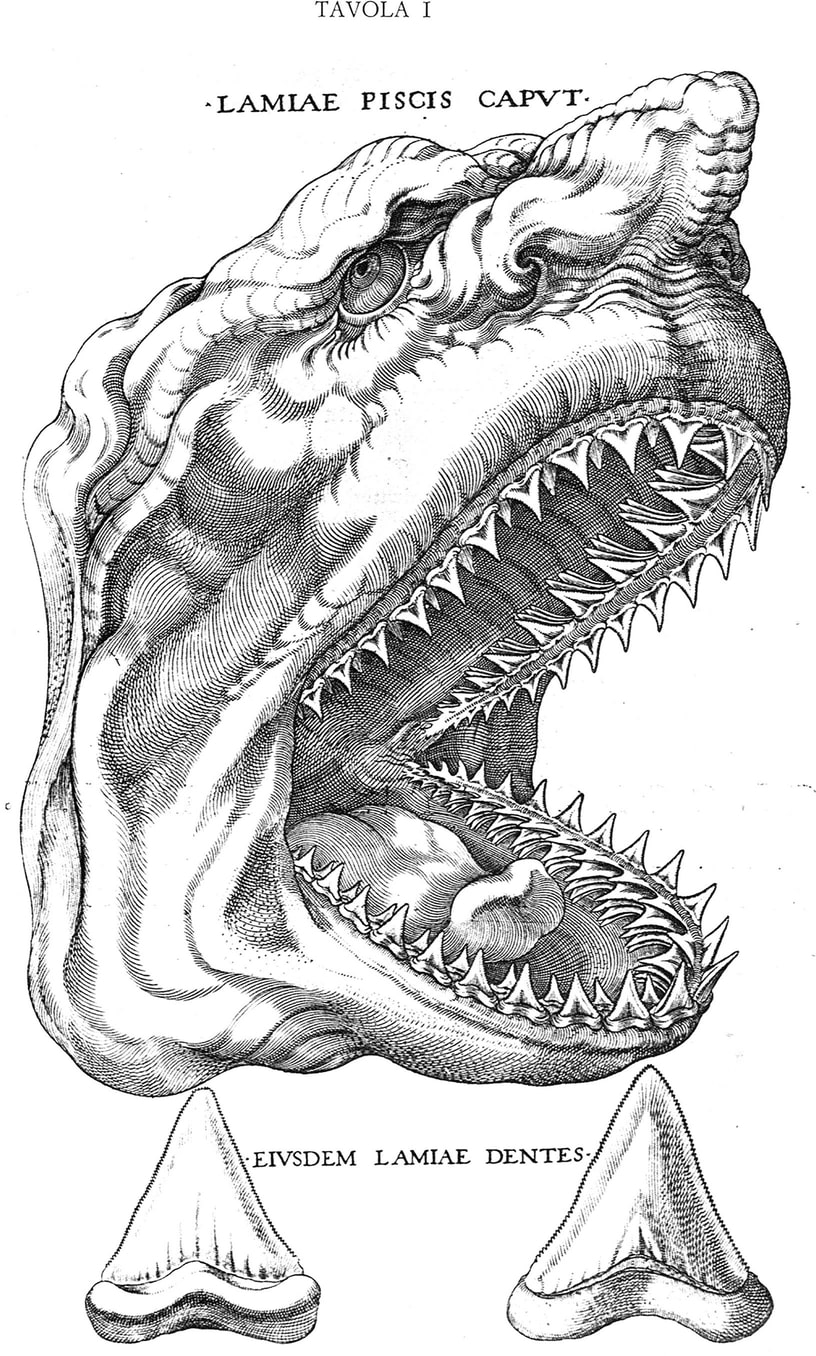
Иллюстрация из работы Стенсена 1667 года, на которой сравниваются зубы акулы и ископаемые зубы

В 1667 году Стенсен опубликовал результаты исследования головы крупной акулы, пойманной недалеко от города Ливорно в 1666 году. Он обнаружил высокое сходство зубов акулы и определённых каменистых образований, которые часто обнаруживали в скальных породах и называли «glossopetrae».
Некоторые античные авторы, в частности Плиний Старший в работе «Естественная история», предполагали, что эти камни упали с неба или Луны. Другие считали, что подобные камни формируются естественным путём в горных породах. Фабио Колонна (Fabio Colonna), однако, уже убедительно показал в работе «De glossopetris dissertatio» (1616), что они являются зубами акулы. Стенсен в своей работе обратил внимание на различия в составе glossopetrae и зубов живых акул, и заявил, что химический состав ископаемых зубов мог измениться без изменения их формы.
Работы Стенсена об акульих зубах привели его к вопросу о том, как какой-либо твёрдый предмет может быть обнаружен внутри другого твёрдого предмета, например в скале. В область его интересов входили не только окаменелости, но и минералы, кристаллы, жилы, другие включения. Он опубликовал результаты своих геологических исследований в 1669 году в «Предварительном изложении диссертации о твёрдом, естественно содержащемся в твёрдом» (лат. «De solido intra solidum naturaliter contento dissertationis prodromus»). Нильс был не первым, кто предположил, что окаменелости являются останками живых организмов, его современники Роберт Гук и Джон Рей имели такое же мнение.
В «Dissertationis prodromus..» 1669 года Нильс описал несколько определяющих принципов стратиграфии:
- Принцип последовательности образования геологических тел (Принцип Стенона):

Если твёрдое тело со всех сторон окружено другим твёрдым телом, то из этих двух тел первым затвердело то, которое при взаимном соприкосновении даёт отпечаток особенности своей поверхности на поверхности другого.— Стенон Н. О твёрдом, естественно содержащемся в твёрдом. — М.: Издательство АН СССР, 1957. — С. 20.
- Принцип первичной горизонтальности слоёв:

Что касается формы, то, очевидно, во время образования слоя его нижняя и боковые поверхности соответствовали поверхностям нижних и боковых тел; но его верхняя поверхность обычно была параллельна горизонту, и, следовательно, все слои, кроме нижнего, содержались между двумя плоскостями, параллельными горизонту. Отсюда следует, что слои, перпендикулярные к горизонту либо наклонённые к нему, в другую эпоху были параллельны этому горизонту.— Стенон Н. О твёрдом, естественно содержащемся в твёрдом. — М.: Издательство АН СССР, 1957. — С. 31.
- Принцип суперпозиции:

Во время образования одного из верхних слоёв нижний слой уже приобрёл твёрдую консистенцию... Во время образования какого-либо слоя лежащее наверху его вещество было целиком жидким и, следовательно, при образовании самого нижнего слоя ни одного из верхних слоёв ещё не существовало.— Стенон Н. О твёрдом, естественно содержащемся в твёрдом. — М.: Издательство АН СССР, 1957. — С. 31.
В 1772 году эти принципы расширил Жан Батист Луи Роме-де-Лиль.
1669 — значительную роль в развитии кристаллографии сыграл ещё один принцип, известный как «закон Стенсена» (Закон Стено) или «закон постоянства углов кристаллов», который утверждает, что углы между соответствующими гранями кристаллов одинаковы для всех экземпляров одного минерала при одинаковых условиях (температура и давление).

## Основные работы
- «Observationes anatomiсае» (1662).
- «Observationum anatomicarum de musculis et glandulis specimen» (1664).
- «Elementorum myologiae specimen seu musculorum d escriptio geometrica» (1667).
- «De solido intra solidum naturaliter contento dissertationis prodromus» (1669).
  - Перевод: Стенон Н. О твёрдом, естественно содержащемся в твёрдом. Пер. Г. А. Стратановского. — М.: Издательство АН СССР, 1957. — 151 с.
- «Discours sur l’anatomie du cerveau» (1669).

## Интересные факты
- 11 января 2012 года Google временно изменил свой логотип (Doodle) в честь Стенсена.[8] Логотип иллюстрировал принцип первичной горизонтальности геологических слоёв и закон суперпозиции.[9]

## Память
В 1970 г. Международный астрономический союз присвоил имя Нильса Стенсена кратеру на обратной стороне Луны.